# Egger-Lohner C2 Phaeton

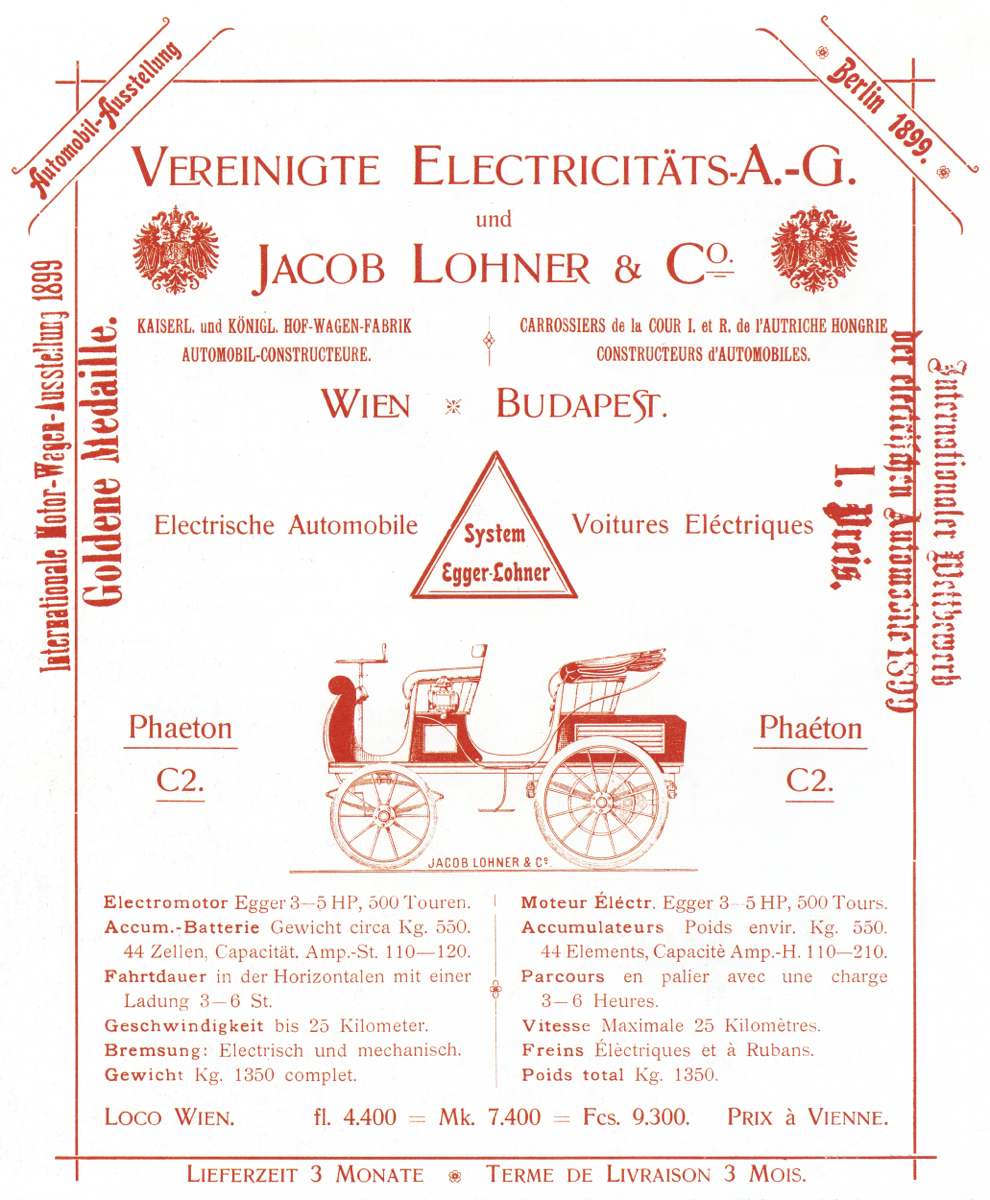
Reclame voor de C2 Phaeton van Egger-Lohner

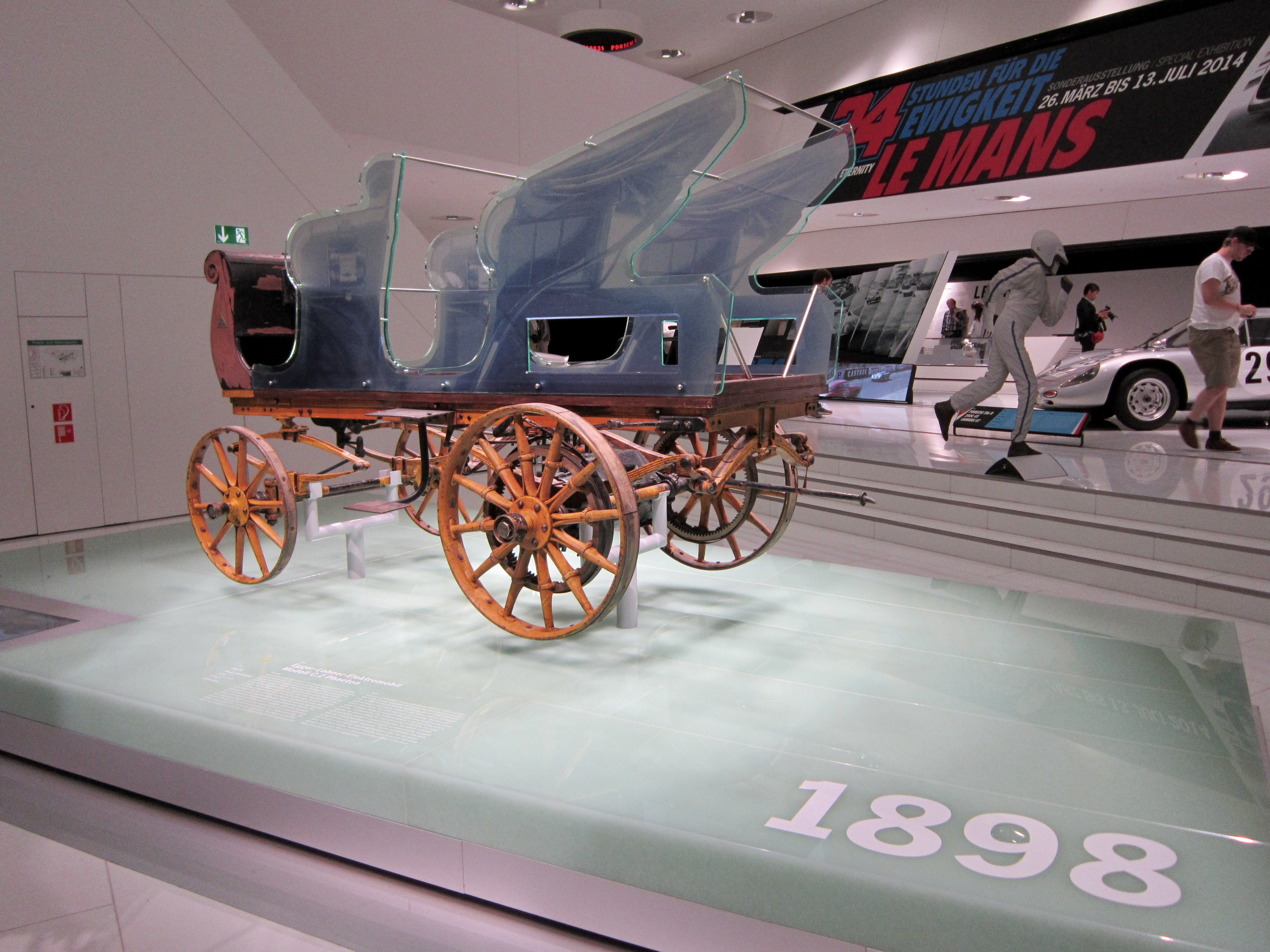
Egger-Lohner C2 Phaeton in het Porsche Museum

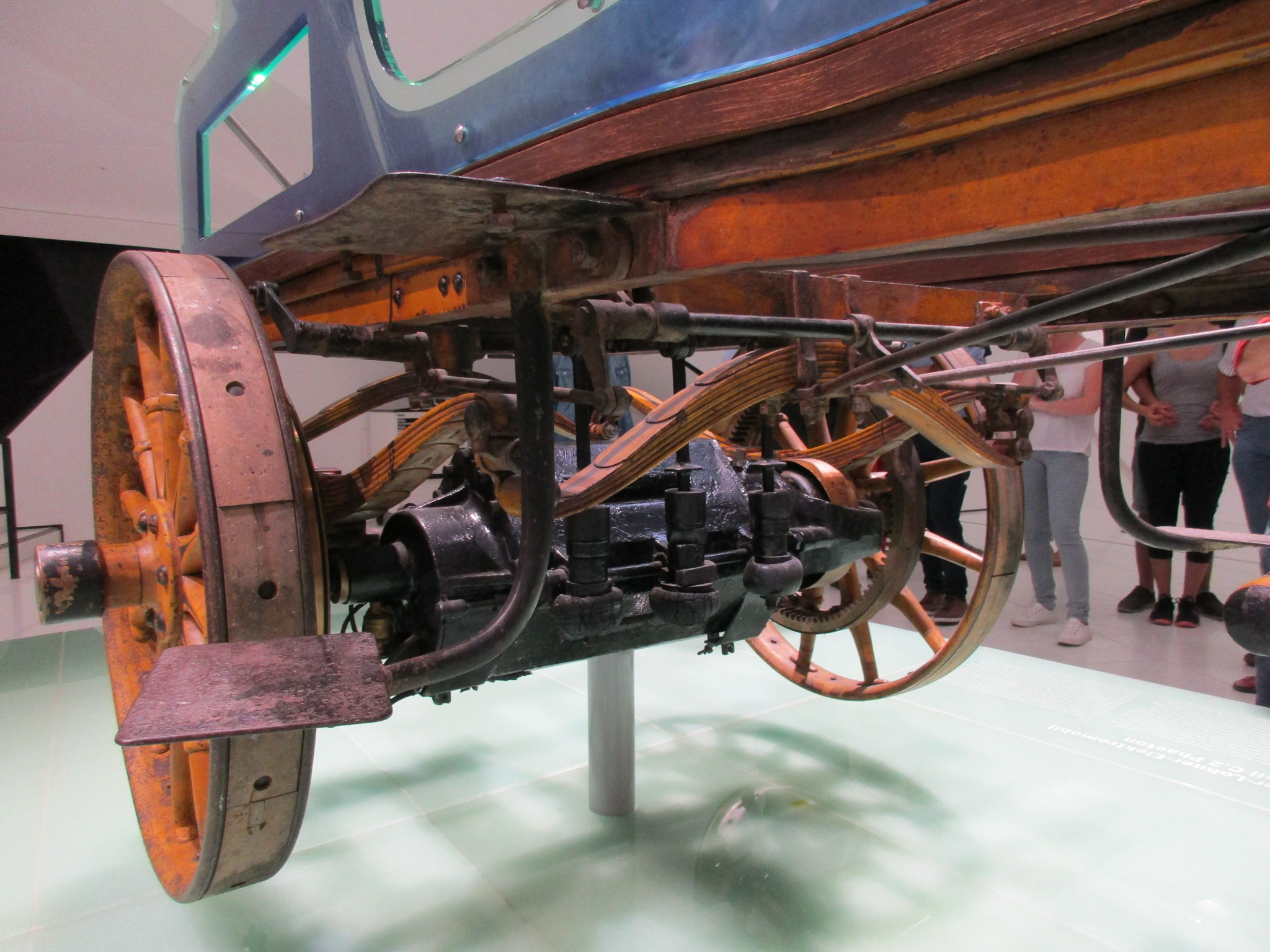
De elektromotor opgehangen tussen de achterwielen

De Egger-Lohner C2 Phaeton is een auto van de Oostenrijkse joint-venture Vereinigte Electricitäts A.G. en Lohner. Het is een van de oudste nog bestaande elektrische auto's en ook de eerste auto waar Ferdinand Porsche bemoeienis mee heeft gehad. Een exemplaar bevindt zich in de collectie van het Technisch Museum van Wenen. Een incompleet exemplaar staat sinds januari 2014 in het Porsche Museum.

## Geschiedenis
Jacob Lohner & Co was een koetsenmakerij in Wenen. Eigenaar Ludwig Lohner – zoon van oprichter Jacob – maakte eind 19e eeuw reizen door Europa en naar de Verenigde Staten en kwam tot de conclusie dat het tijdperk van paard en wagen ten einde liep. Zijn bedrijf moest zich op automobielen gaan richten. Hij liet verschillende prototypen vervaardigen. Ferdinand Porsche werkte destijds bij de Weense firma van Béla Egger, waar hij samen met Egger junior een elektromotor ontwierp. Deze motor werd in 1898 gebruikt in een automobiel van Lohner met elektrische voorwielaandrijving, maar dat was geen succes.
In datzelfde jaar ontwikkelde een joint venture van Egger – inmiddels handelend onder de naam Vereinigte Electricitäts A.G. – en Lohner een phaeton, typeaanduiding C2, met elektrische achterwielaandrijving via het 'System Egger Lohner' dat eveneens gebruik maakte van de door Porsche ontworpen elektromotor. Porsche bouwde die motor in het door Lohner vervaardigde voertuig in. Er werden circa vier stuks gebouwd. Een daarvan zou, bestuurd door Porsche, in 1899 hebben meegedaan aan een wedstrijd in Berlijn en een gouden medaille hebben gewonnen. Porsche was intussen bij Lohner komen werken en ontwikkelde daar begin 20e eeuw diverse Lohner-Porsches, waarvan zelfs een met elektrische vierwielaandrijving, een wereldprimeur.

## Technische gegevens
Volgens een advertentie beschikte de C2 Phaeton over een Egger elektromotor die 5 pk leverde bij 500 toeren per minuut. Deze werd gevoed door een accu met 44 cellen die 110-120 ampère-uur leverde. Op vlakke wegen kon de C2 3 tot 6 uur rijden op een acculading. De topsnelheid bedroeg 25 kilometer per uur. Het voertuig woog 1350 kilogram, inclusief de accu van circa 550 kilogram. Het beschikte over twee remsystemen: een mechanische (remband), en een elektrische rem.

## Exemplaar in museumdepot
In 1902 werd een van de C2's door Lohner opgeslagen in een pakhuis in Hernals. In 1906 werd dit exemplaar, inclusief een aan het stuur bevestigde notitie van Ferdinand Porsche – "Remise Hernals F.P. nov. 1902" – door Lohner aan het Technisch Museum van Wenen geschonken. Daar ging de C2 in 1918 naar een depot. Hij behoorde er decennia tot de zogeheten 'lijken' want het museum bezat nog een andere C2, die meer compleet was.
In 2009 kon het museum haar incomplete C2, die geen carrosserie bezat en waaraan de stoelen, de instrumenten en de Tudor-accu's ontbraken, met een particuliere verzamelaar ruilen tegen een Steyr V, plus een Kaiman Mk IV racewagen waarmee de Oostenrijker Niki Lauda zijn carrière als coureur was begonnen. Volgens de Stuttgarter Nachrichten kreeg het museum zelfs vier stukken in handen in ruil voor de incomplete C2. Een goede ruil voor een voertuig dat op 32 à 35 duizend euro werd getaxeerd. De onbekend gebleven verzamelaar verkocht de C2 in 2013 voor een onbekend gebleven bedrag aan Wolfgang Porsche, die het voertuig aan het Porsche Museum schonk.
Het Porsche Museum, dat in 2014 zijn vijfjarig bestaan zou vieren, ruimde voor haar Egger-Lohner C2 – voorzien van blauwe doorzichtige panelen die de contouren van de ontbrekende carrosserie aanduidden – een prominente plaats in.

## 'Porsche P1'
Eind januari 2014 presenteerden Porsche-bestuursvoorzitter Wolfgang Porsche en CEO Michael Müller het voertuig daar aan de pers. De firma Porsche liet persberichten uitgaan waarin het voertuig een 'Porsche P1' werd genoemd. Het zou gaan om de allereerste Porsche ooit. Ferdinand Porsche zou het voertuig eigenhandig hebben ontworpen en gebouwd. Om te kunnen aantonen dat het zijn eerste auto was zou hij in 1898 op belangrijke onderdelen ervan het merkteken 'P1' hebben aangebracht, wat zou staan voor 'Porsche Nummer Eins'. Met zijn 'Porsche P1' zou hij op 26 juni 1898 de eerste proefrit hebben gemaakt.
Diverse media dikten het verhaal nog wat aan; de 'P1' zou pas na 116 jaar zijn teruggevonden. In de zomer van 2013 pas. In een schuur van een particulier in Oostenrijk.
Al snel werd duidelijk dat dit romantische verhaal niet juist was. Er bleven echter twijfels aan de authenticiteit van het voertuig in het Porsche Museum. Dat was voorzien van instrumenten, maar op de C2 uit het Technisch Museum hadden die ontbroken. Een ruitvormig schildje rechtsvoor, met de tekst 'Egger-Lohner' bleek vervangen door een schildje met de tekst 'Lohner-Porsche'. Op een foto van Porsche was op de naafbout van het rechtervoorwiel inderdaad een merkteken 'P1' te zien, maar op een in opdracht van het Technisch Museum genomen foto uit augustus 2009 van dezelfde bout ontbrak dit merkteken. Volgens het Technisch Museum van Wenen was het merkteken in 2010 nog niet op de naafbout aanwezig.

Eenzelfde merkteken op de naafbout linksachter zou echter wel uit 1898 dateren en zou door het Technisch Museum van Wenen decennialang over het hoofd zijn gezien omdat de C2 lange tijd met de linkerzijde tegen een muur stond. Het werd door het Castello Fine Arts-laboratorium uit Göppingen onder de rasterelektronenmicroscoop bestudeerd en zou 'met grote waarschijnlijkheid' uit circa 1898 stammen.
Er is echter geen bewijs dat Ferdinand Porsche het merkteken zelf in de naafbout heeft geslagen en volgens Porsche-deskundige Gunter Haug is zoiets zelfs ondenkbaar. Ook is er geen bewijs dat 'P1' staat voor ‘Porsche Nummer Eins’. En dat Porsche een elektromotor inbouwde in een voertuig maakt dit voertuig volgens Wolfgang Blaube, voorzitter van het Automobilhistorischen Gesellschaft (AHG), nog geen Porsche. Automobielhistoricus Karl Eder noemt het voertuig 'echt, maar geen Porsche-ontwerp'.